# (5905) Johnson
(5905) Johnson es un asteroide que forma parte del cinturón interior de asteroides, región del sistema solar que se encuentra entre las órbitas de Marte y Júpiter, más concretamente al grupo de Hungaria, descubierto el 11 de febrero de 1989 por Eleanor F. Helin desde el Observatorio del Monte Palomar, Estados Unidos.

## Designación y nombre
Designado provisionalmente como 1989 CJ1. Fue nombrado Johnson en homenaje a Lindley N. Johnson, responsable de planificar el uso potencial de los activos de vigilancia espacial para detectar y rastrear objetos cercanos a la Tierra. Con títulos en astronomía y gestión de ingeniería, ha sido un entusiasta del espacio desde la edad de 12 años. La descubridora y el equipo de seguimiento de asteroides cercanos a la Tierra desean expresar su agradecimiento por sus contribuciones al desarrollo del programa NASA-JPL NEAT, que entró en funcionamiento con el telescopio Maui GEODSS en diciembre de 1995.

## Características orbitales
Johnson está situado a una distancia media del Sol de 1,910 ua, pudiendo alejarse hasta 2,047 ua y acercarse hasta 1,773 ua. Su excentricidad es 0,071 y la inclinación orbital 27,52 grados. Emplea 964,344 días en completar una órbita alrededor del Sol.

## Características físicas
La magnitud absoluta de Johnson es 14. Tiene 4,728 km de diámetro y su albedo se estima en 0,198. 